# South Sandwich Fracture Zone
Koordinaten: 63° 0′ S, 20° 0′ W
Die South Sandwich Fracture Zone ist eine unterseeische Transformstörung im Südlichen Ozean. Sie verläuft südöstlich der namensgebenden Südlichen Sandwichinseln
Die Benennung ist seit Juni 1987 vom Advisory Committee on Undersea Features (ACUF) anerkannt.